# Stad Antwerpen (schip, 1913)
De Belgische pakketboot "Stad Antwerpen", die eveneens met zijn zusterschip "Ville de Liège" speciaal gebouwd werden voor de winterdienst op de Oostende-Doverlijn. Beide werden in 1913 afgebouwd op de Cockerill Yards in Hoboken nabij Antwerpen. Lang hebben ze in Oostende niet gelegen want in 1914 brak de Eerste Wereldoorlog uit.
Ze waren minder groot als de andere Oostende-Doverlijners, n.l. 95,40 m lang en 11,74 m breed. Ze waren wel 23,62 knopen snel. 
Tijdens de Eerste Wereldoorlog vluchtten de beide zusterschepen naar Groot-Brittannië waren ze beiden, beschilderd met de zwart-grijs-wit en blauwe camouflagebanden, de militaire marinedienst uitmaakten in Southampton.
De "Stad Antwerpen" en de "Ville de Liège" bleven gans de oorlog bijna samen en overkruisten elkaar op Het Kanaal met voorraden, troepen, materieel en gewonden, die teruggebracht werden.